# Lago Tana
O lago Tana (também se escreve T'ana e anteriormente conhecido como "Tsana" ou "Dambea") é a fonte do Nilo Azul e também o maior lago da Etiópia. Tem aproximadamente 84 km de comprimento e 66 km de largura, e está localizado na Região de Amara nas terras altas do noroeste do país (coordenadas 12°0′ N 37°15′ E). A maior profundidade do lago é de 15 metros, e cobre cerca de 3000 km², a 1840 metros de altitude. As águas dos rios Reb e Gumara alimentam o lago, que tem uma área total de 3 500km².
O lago tem várias ilhas: o seu número varia segundo o nível das águas do lago, que desceu dois metros nos últimos quatrocentos anos. De acordo com Manoel de Almeida (um missionário português do século XVI), o lago tinha 21 ilhas, sete ou oito das quais com mosteiros "anteriormente grandes, mas actualmente muito reduzidos". Quando Robert Bruce visitou o lago nos finais do século XVIII, escreveu que os habitantes locais contavam 45 ilhas habitadas, ainda que ele apenas tivesse visto onze. Recentemente foram mencionadas 37 ilhas, das quais dezenove tinham ou teriam tido mosteiros.
Os hipopótamos que vivem no lago têm o recorde mundial de altitude entre os hipopótamos.
Nos isolados mosteiros destas ilhas foram enterrados os restos mortais de grandes imperadores etíopes. Na ilha de Tana Cherqos há uma rocha onde, segundo a tradição, descansou a Virgem Maria durante a sua viagem de regresso do Egipto; também se conta que Frumêncio, que introduziu o cristianismo na Etiópia, estaria enterrado em Tana Cherqos. O corpo de Iecuno Amelaque foi enterrado no mosteiro de São Estevão, na ilha Daga; também em Daga se encontram as tumbas dos imperadores Davi I, Zara-Jacó, Za Dengel e Fasílides. Outras ilhas importantes do lago são a ilha Dek e a ilha Meshralia.